# Achille Cantoni
Pour les articles homonymes, voir Cantoni.
Achille Cantoni (Forlì, 1835 - Mentana, 3 novembre 1867) est un volontaire de guerre italien membre des Chemises rouges (en italien : Camicie rosse) qui participe aux deuxième et troisième guerres d'indépendance italiennes.
On lui attribue le mérite d'avoir sauvé la vie de Giuseppe Garibaldi, général italien et figure centrale du Risorgimento, lors d'une bataille dans la ville de Velletri en 1849. Il est mort à la bataille de Mentana le 3 novembre 1867. Après sa mort, Giuseppe Garibaldi écrit en son honneur un roman intitulé Cantoni il volontario.

## Biographie

### Vie personnelle
Achille Cantoni est né à Forlì, en Italie, en 1835. Bien que Cantoni ait été un véritable volontaire pendant le Risorgimento italien, on sait peu de choses sur ses origines. La plupart de ce que l'on sait de lui provient du roman de Giuseppe Garibaldi, Cantoni il volontario, une œuvre de fiction historique. Selon le roman, Cantoni avait une maitresse qui combattait à ses côtés en tant que volontaire et qui s'appelait Ida. Cantoni et Ida avaient respectivement 15 et 14 ans lorsqu'ils se sont rencontrés.

### Guerres d'unification italienne
Achille Cantoni n'a que 15 ans lorsqu'il s'engage comme volontaire dans les forces patriotiques d'Italie, ou les Chemises rouges. Il fait probablement partie du corps militaire de Garibaldi, les Chasseurs des Alpes (Cacciatori delle Alpi en italien), qui rassemble des volontaires italiens pour combattre lors de la deuxième guerre d'indépendance italienne (également connue sous le nom de guerre franco-autrichienne) et de la troisième guerre d'indépendance italienne. Cantoni participe à ces deux guerres, qui comptent parmi les nombreuses batailles menées dans le cadre de l'effort d'unification de l'Italie, qui vise à rassembler les nombreux États de la péninsule italienne en un seul pays, le royaume d'Italie.
Ce qui rend Cantoni important, c'est sa défense et son sauvetage de l'une des plus importantes figures du Risorgimento, Giuseppe Garibaldi. Le 19 mai 1849, dans la ville de Velletri, une bataille s'engage entre l'Italie et les forces napolitaines des Bourbons espagnols. Cantoni sauve la vie de Garibaldi en le protégeant avec son propre corps. Impressionné, Garibaldi lui-même l'appelle « Cantoni, le courageux volontaire de Forlì... fils préféré de la Romagne  ». 

En ce qui concerne la bataille de Velletri en 1849, Garibaldi raconte que, se trouvant entouré avec un petit groupe de ses hommes par un « nombre tellement disproportionné » d'ennemis que la seule perspective qui leur restait était de « mourir fort », il fut sauvé par l'audace d'Achille Cantoni. En fait :
« Cantoni fut le premier [...] à s'interposer entre moi et un ennemi qui me harcelait de près, et contre lequel je ne pouvais guère me défendre car j'étais brisé de bleus, et tandis que le Bourbon me blessait, peut-être d'un coup sur la tête, le sabre libérateur le frappait et, maudissant, il se retirait le bras ballant»

### Cantoni il volontario
Le 3 novembre 1867, Cantoni suit les volontaires italiens sous le commandement de Giuseppe Garibaldi dans la bataille de Mentana contre les Français. La bataille est un désastre pour les Italiens et Cantoni est tué au combat avec de nombreux autres volontaires.
Giuseppe Garibaldi admirait tellement Cantoni et ses efforts que, après la mort de Cantoni, il écrit le roman Cantoni il volontario, publié à Milan en 1870, en l'honneur de l'homme qui lui a sauvé la vie. Plutôt que de relater exactement sa vie et ses exploits, Garibaldi utilise Cantoni comme un personnage dans un récit romancé de son héroïsme. Bien que le roman soit fictif, la figure de Cantoni est mise en parallèle avec des événements réels survenus pendant le Risorgimento. Le livre, qui se déroule en 1848-1849, raconte la bravoure et le dévouement de Cantoni à travers de nombreuses batailles et événements. Garibaldi romance fortement Cantoni en tant que figure héroïque Il parle également de la maitresse de Cantoni, Ida, qui a combattu à ses côtés en tant que volontaire. Cantoni finit par mourir à la fin du roman, défendant noblement l'honneur de son pays.
Cependant, le roman n'est pas entièrement centré sur Cantoni. Garibaldi utilise le roman pour faire connaître ses opinions et ses idées sur la politique et la religion. Par exemple, il écrit sur son idée du volontaire italien idéal. Les volontaires étaient plus que de simples citoyens prêts à se battre pour leur pays, ils devenaient des icônes de la nation. Ils se battaient pour l'Italie par leur propre choix et plaçaient leur pays avant toute autre chose comme principale priorité. Le peuple italien a beaucoup admiré ces volontaires, tout comme Garibaldi. Le roman montre également l'anticléricalisme de Garibaldi, résultat de ses frustrations à l'égard de l'Église catholique et du concile Vatican I à Rome. Il considérait la théocratie papale comme "la peste du monde" et dépeignait les membres de l'église comme des méchants dans son roman. Un personnage, un prêtre jésuite nommé Fra Gaudenzio, tente de violer Ida alors qu'elle est emprisonnée. Une autre scène anticléricale décrit les donjons papaux comme horribles et répugnants. Le combat de Cantoni et des autres volontaires pour l'Italie est conçu pour être contre le pretismo (« priestisme ») et les politiciens.

## Décorations
- Médaille commémorative des campagnes des guerres d'indépendance